# Tony Bettenhausen Jr.
Tony Lee Bettenhausen Jr. (ur. 20 października 1951 roku w Joliet, zm. 14 lutego 2000 roku w pobliżu Leesburg) – amerykański kierowca wyścigowy, założyciel zespołu Bettenhausen Motorsports.
Syn dwukrotnego mistrza USAC, Tony Bettenhausena; dwaj bracia (Gary i Merle) również byli kierowcami wyścigowymi.

## USAC / CART
Po kilkudziesięciu występach w serii NASCAR, w 1979 roku na dobre podążył śladami swojego ojca i braci, przenosząc się do samochodów o otwartym nadwoziu. Pierwszy sezon zaliczył jeszcze w ramach USAC, od 1980 roku występował w CART, gdzie generalnie notował bardzo przeciętne wyniki. W latach 1981–1984 reprezentował barwy zespołu Provimi Veal; w tym okresie zaliczył swój najlepszy wynik w karierze, drugie miejsce w Michigan 500 (1981). Słabo spisywał się szczególnie na torach drogowych i w 1984 roku został zastąpiony przez Arie Luyendyka.
W kolejnych dwóch latach nie mógł znaleźć nowego pracodawcy, wobec czego zdecydował się na założenie własnego zespołu, w barwach którego startował już do końca kariery. W 1991 roku nawiązał współpracę z Rogerem Penske, dzięki czemu używał jednorocznych modeli nadwozia tego zespołu, co znacznie poprawiło wyniki własnej ekipy.
Po zajęciu dziewiątego miejsca w Michigan 500 w 1992 roku zdecydował się całkowicie poświęcić roli właściciela zespołu (jedynym wyjątkiem był start w Indianapolis 500 1993). Jako swojego następcę za kierownicą samochodu, oznaczonego tradycyjnym numerem "16", zatrudnił byłego zawodnika Formuły 1, Stefana Johanssona, który startował w zespole do 1996 roku. W kolejnych sezonach kierowcami Bettenhausena byli Patrick Carpentier, Hélio Castroneves oraz Shigeaki Hattori. Głównym sponsorem ekipy był koncern Alumax.

## Śmierć
Zginął tragicznie 14 lutego 2000 roku w wypadku prywatnego samolotu, który rozbił się w pobliżu miasta Leesburg w stanie Kentucky około godziny 11:45 czasu lokalnego. Nikt nie przeżył katastrofy; na pokładzie znajdowali się również jego żona Shirley (córka byłego kierowcy wyścigowego Jima McElreatha) oraz dwóch partnerów biznesowych.

## Losy zespołu
Po śmierci Bettenhausena, jego zespół objął Keith Wiggins, zmieniając nazwę na Herdez Competition, a w 2005 roku na HVM Racing, pod którą startuje obecnie w zunifikowanej IndyCar Series.
W 2007 roku ekipa pod przewodnictwem Paula Stoddarta występowała w Champ Car World Series (jako Minardi Team USA).

## Starty w Indianapolis 500
| Rok  | Nadwozie | Silnik      | Start | Wynik | Uwagi                  |
| ---- | -------- | ----------- | ----- | ----- | ---------------------- |
| 1979 | Eagle    | Offenhauser |       |       | Nie zakwalifikował się |
| 1980 | Eagle    | Offenhauser |       |       | Nie zakwalifikował się |
| 1981 | McLaren  | Cosworth    | 16    | 7     |                        |
| 1982 | March    | Cosworth    | 27    | 26    | Wypadek                |
| 1983 | March    | Cosworth    | 9     | 17    | Wałek rozrządu         |
| 1984 | March    | Cosworth    | 17    | 26    | Tłok silnika           |
| 1985 | Lola     | Cosworth    | 29    | 29    | Łożysko koła           |
| 1986 | March    | Cosworth    | 18    | 28    | Zawór silnika          |
| 1987 | March    | Cosworth    | 27    | 10    |                        |
| 1988 | Lola     | Cosworth    | 24    | 33    | Wypadek                |
| 1989 | Lola     | Cosworth    |       |       | Nie zakwalifikował się |
| 1990 | Lola     | Buick       | 13    | 26    | Silnik                 |
| 1991 | Penske   | Chevrolet   | 20    | 9     |                        |
| 1992 | Penske   | Chevrolet   |       |       | Nie zakwalifikował się |
| 1993 | Penske   | Chevrolet   | 22    | 20    |                        |